# Peter Schicketanz

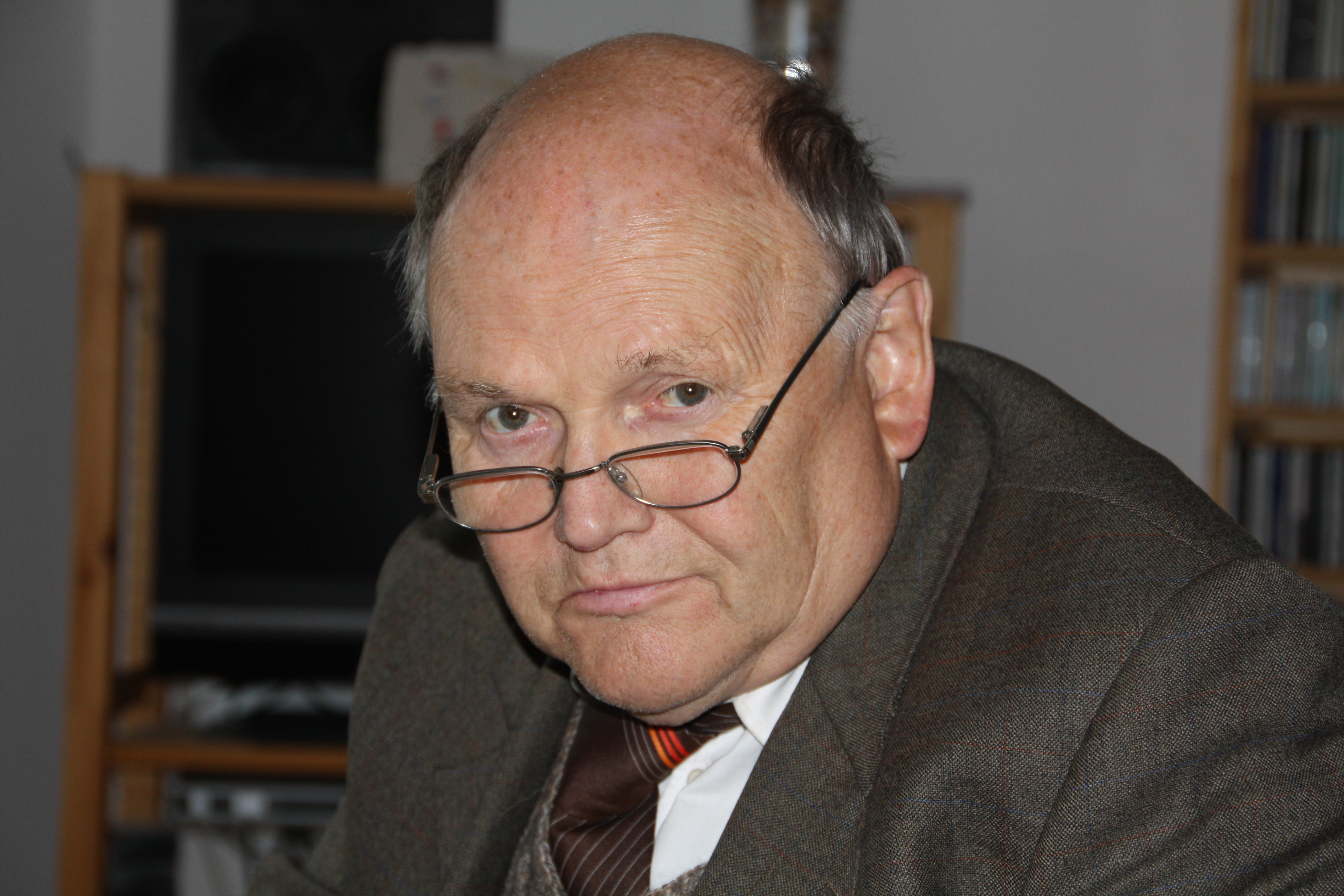
Peter Schicketanz, 2010

Peter Schicketanz (* 25. April 1931 in Görlitz; † 17. Januar 2018 in Lutherstadt Wittenberg) war ein deutscher evangelischer Theologe, Pfarrer, Dozent und Oberkonsistorialrat der Evangelischen Kirche der Kirchenprovinz Sachsen. Bekannt wurde er auch als Begleiter der Wehrdienstverweigerer der DDR.

## Leben und Wirken
Peter Schicketanz wuchs in Friedland in Böhmen auf und zog 1945 mit seiner Familie in seine Geburtsstadt Görlitz. Nach dem Abitur begann er 1949 eine Lehre im Maschinenbau, die er aber nach drei Wochen abbrechen musste, weil er an spinaler Kinderlähmung schwer erkrankte. Seitdem konnte er nur mit Krücken laufen und war im Alter auf den Rollstuhl angewiesen. 1951 begann er ein Theologiestudium, das er 1956 an der Martin-Luther-Universität Halle-Wittenberg mit dem Ersten Examen abschloss. 1956/57 folgte in Basel ein Studium als Stipendiat des Ökumenischen Rates. Dort hörte er u. a. die Vorlesung zur Versöhnungslehre von Karl Barth. Danach folgte für drei Jahre sein Vikariat an der Evangelisch-reformierten Domgemeinde in Halle. Dort war er zugleich Inspektor des Reformierten Konviktes. Nach dem Zweiten Examen promovierte er 1961 an der Kirchlichen Hochschule in Berlin-Zehlendorf über Carl Hildebrand von Cansteins Beziehungen zu Philipp Jacob Spener.
Ab 1960 war Schicketanz Dorfpfarrer in Nordgermersleben in der Magdeburger Börde, bevor er 1965 zum persönlichen Referenten des Bischofs der Kirchenprovinz Sachsen, Johannes Jänicke, berufen wurde. Als Schriftführer war er an der Ausarbeitung der Handreichung für Seelsorge an Wehrpflichtigen „Vom Friedensdienst der Kirche“ beteiligt. Auch außerhalb der Kirchenprovinz, so in Löbau und Holzdorf, besuchte er Bausoldaten in Kasernen und galt als wichtiger Begleiter der Wehrdienstverweigerer.
Schicketanz war von 1968 bis 1979 zunächst als Konsistorialrat, dann als Oberkonsistorialrat in Magdeburg für die Ausbildung der Theologen zuständig. Schwerpunkte seiner Tätigkeit war zum einen die Begleitung von Studierenden, die sich ihrer Herkunftskirche, der Evangelischen Kirche der Kirchenprovinz Sachsen (heute zur Evangelischen Kirche in Mitteldeutschland gehörig) zugehörig wussten, und von Vikarinnen und Vikaren. Zum anderen die Gestaltung des Vorbereitungsdienstes nach dem Studium und die Reform der 2. Theologischen Prüfung nach den 'Handlungsfeldern' der kirchlichen Praxis. Zugleich nahm er an den umfassenden Bemühungen der Bundes der evangelischen Kirchen in der DDR um eine Reform der kirchlichen Ausbildung teil.
Zwischen 1970 und 1975 war er Mitglied des Ausschusses „Kirche und Gesellschaft“ des Bundes der Evangelischen Kirchen in der DDR. Ab 1966 nahm er im Berliner Missionshaus an den ersten Zusammenkünften ehemaliger Bausoldaten teil, die ab 1969 als jährliche Zentraltreffen in Leipzig fortgesetzt wurden und referierte dort 1976 zum Thema „Die Macht der Ohnmacht“. Ab 1970 engagierte er sich in der Arbeitsgemeinschaft Friedensfragen beim Jungmännerwerk in Ostberlin, die die Handreichung für Seelsorge an Wehrpflichtigen nach einer Überarbeitung neu herausgab. Das Ministerium für Staatssicherheit vermerkte 1973 nach einer Operativen Personenkontrolle: „Der Sch. gilt in der Kirchenprovinz Sachsen als Hauptinitiator in Fragen des Wehrdienstes, Wehrersatzdienstes und der Wehrdienstverweigerungen.“ Auch nach der Wiedervereinigung brachte sich Schicketanz in der kirchlichen Friedensarbeit ein.
Im Rahmen der Reform der kirchlichen Ausbildung war er auch an der Konzipierung der neuen Ausbildung zum Gemeindepädagogen beteiligt. Als Gründungsrektor leitete er von 1979 bis 1986 die Evangelische Ausbildungsstätte für Gemeindepädagogik in Potsdam. Von 1979 bis zum Erreichen des Rentenalters 1996 war er Dozent für Altes Testament, Kirchengeschichte, Kirchenkunde, Dogmatik, Ethik und Allgemeine Gemeindepädagogik. Ordinierte Gemeindepädagogen waren ihm besonders wichtig. Auch dort beriet er seine Studenten, die mehrheitlich die Waffe oder den Wehrdienst total verweigerten.
Schicketanz war von 1963 bis wenige Jahre vor seinem Tod Mitglied der Historischen Kommission zur Erforschung des Pietismus. Wesentliche Aufgabe dieser Kommission war die Veröffentlichung von Schriften der Väter des Pietismus. In Fortsetzung der Forschungen zu seiner Dissertation edierte Schicketanz 1972 den Briefwechsel zwischen Canstein und August Hermann Francke. Als Ruheständler schrieb er ein Lehrbuch über den Pietismus und gab Briefe und Predigten von Spener sowie Schriften des Spener-Anhängers Christoph Matthäus Seidel heraus. Seit 1967 wollte er die Berliner Reden Zinzendorfs herausgeben. Ab 2000 konnte er sich diesem Vorhaben im Rahmen des Arbeitskreises  für die Edition der Auswahlwerke Zinzendorfs wieder widmen und diese Arbeit kurz vor seinem Tod abschließen.
1958 heiratete Schicketanz die Damenschneidermeisterin Gisela Zimmer. Das Paar hatte vier Söhne. Drei von ihnen wurden als Kriegsdienstverweigerer zu den Bausoldaten einberufen, der vierte verweigerte den Reservistendienst. Nach dem Tod seiner ersten Frau heiratete er die Oberstudienrätin Ingeborg Dirksen-Küfner und zog nach Garbsen. Nach deren Tod 2016 lebte er zuletzt in der Nähe eines Sohnes in Lutherstadt Wittenberg.

## Veröffentlichungen
- Vom Friedensdienst der Kirche. Handreichung für Seelsorge an Wehrpflichtigen (als Mitautor), 1965.[13]
- Carl Hildebrand von Cansteins Beziehungen zu Philipp Jacob Spener (zugl. Dissertation vom 23. Febr. 1961, Kirchliche Hochschule Berlin), Berlin 1961; Luther-Verlag, Witten 1967.
- Der Pietismus als Frage an die Gegenwart. Evangelische Verlagsanstalt, Berlin 1967 und Calwer Verlag, Stuttgart 1967, ISBN 978-3-7668-0180-7.
- Der Pietismus von 1675 bis 1800 (= Kirchengeschichte in Einzeldarstellungen, Bd.III/1 Neuzeit). Evangelische Verlagsanstalt, Leipzig 2001, ISBN 978-3-374-01858-1.
- Carl Hildebrand Freiherr von Canstein Leben und Denken in Quellendarstellungen (= Hallesche Forschungen, Band 8), Harrassowitz, Verlag der Franckeschen Stiftungen im Max-Niemeyer-Verlag, Tübingen 2002, ISBN 978-3-447-06378-4.
- mit Bernd Eisenfeld: Bausoldaten in der DDR: Die „Zusammenführung feindlich-negativer Kräfte“ in der NVA (=Forschungen zur DDR-Gesellschaft. Mit einem Vorwort von Joachim Gauck), Ch. Links Verlag, Berlin 2011, ISBN 978-3-86153-637-6.

als Herausgeber
- Der Briefwechsel Carl Hildebrand von Cansteins mit August Hermann Francke (Reihe: Texte zur Geschichte des Pietismus III/1, Bd. 1), De Gruyter, Berlin 1972, ISBN 978-3-11-001886-8, (Digitalisat)
- Philipp Jacob Spener: Letzte theologische Bedenken und andere Brieffliche Antworten 1711. Nebst einer Vorrede von Carl Hildebrand von Canstein. Teil 1 und 2. Eingeleitet von Dietrich Blaufuß und Peter Schicketanz Georg Olms Verlag, Hildesheim 1987, ISBN 3-487-07970-4.
- Christoph Matthäus Seidel (1688–1723): Pietistischer Gemeindeaufbau in Schönberg/Altmark 1700–1708, Evangelische Verlags-Anstalt, Leipzig 2005, ISBN 978-3-374-02320-2.

Aufsätze
- Der Weg zur Ausbildung evangelischer Gemeindepädagogen in der Deutschen Demokratischen Republik. In: Dieter Aschenbrenner, Karl Foitzik (Hrsg.): Plädoyer für theologisch-pädagogische Mitarbeiter in der Kirche. Ausbildung und Praxis in den Kirchen der Bundesrepublik und der DDR. Chr. Kaiser, München 1981, ISBN 3-459-01334-6, S. 147–224.
- Die Anfänge der Bibelgesellschaften in Halle und Leipzig. In: Der Beginn einer Geschichte, Evangelische Hauptbibelgesellschaft, Berlin 1989 S. 66–77, ISBN 3-7461-0074-7.
- Gemeindepädagogische Ausbildung in Potsdam Berichte – Probleme – Aussichten. In: Eckart Schwerin: Gemeindepädagogik Lernwege der Kirche in einer sozialistischen Gesellschaft, Comenius-Institut, Münster 1991 S. 183–221, ISBN 3-924804-46-X.
- Die Einrichtung von Baueinheiten innerhalb der Nationalen Volksarmee der DDR. In: Kirchliche Zeitgeschichte 10. Jg. Heft 1/1997. S. 189–205.
- Im Evangelischen Konsistorium der Kirchenprovinz Sachsen (Januar 1965 bis März 1979) In: Zeitzeugenberichte aus dem Magdeburger Konsistorium (1944–2004). Magdeburg 2012 S. 91–102 ISBN 978-3-00-035867-8.
- Christliche Verpflegung der Armen [...] (1697) In: Philipp Jakob Spener: Berliner Predigten 1693–1701, Georg Olms Verlag, Hildesheim 2015, S. 69–82 ISBN 978-3-487-14994-3.